# Archaeoraptor
Archaeoraptor foi um destacado achado fóssil.
Primeiramente o Archaeoraptor (Archaeoraptor liaoningensis) foi considerado como um transicional entre dinossauros e aves, após sua publicação em revistas populares de divulgação científica, não em jornais com peer-review. O autor do artigo principal, Christopher P. Sloan, era o diretor de arte da revista National Geographic, não um cientista[carece de fontes?], nem um "notório saber" nem um especialista em paleontologia. O estudo foi feito pelo escultor e paleontologista Stephen Czerkas que liderou o estudo de espécime e elaborou a reconstrução do animal.
Segundo a revista National Geographic,
| “ | Com os braços de um pássaro primitivo e a cauda de um dinossauro, esta criatura encontrada na província de Liaoning, na China, é um verdadeiro elo que falta na cadeia complexa que conecta os dinossauros às aves. Os cientistas financiados pela National Geographic estudaram o animal, chamado Archaeoraptor liaoningensis, sob luz ultravioleta e utilizaram tomografia computadorizada para ver as partes do animal obscurecidas pela rocha. Estudos preliminares dos braços sugerem que era um voador melhor do que o Archaeopteryx, a primeira ave conhecida. Sua cauda, no entanto, é muito semelhante às caudas rígidas de uma família de dinossauros predadores chamada dromaeosaurus. Esta combinação de características avançadas e primitivas é exactamente o que os cientistas esperariam encontrar em dinossauros experimentando o vôo. | ” |

Tanto a revista Nature quanto a revista Science rejeitaram os artigos que o descreviam, alegando suspeitas de que ele teria sido forjado e contrabandeado ilegalmente.
Posteriormente, este achado fóssil foi revelado uma fraude, mas não uma fraude científica propriamente dita, pois foi montado por um caçador de fósseis chinês que o teria descoberto. As partes foram montadas com uma composição de um corpo de fóssil de ave com a cauda de um fóssil de dinossauro. O objetivo era tornar o fóssil mais valioso na comercialização para colecionadores, não para pesquisadores. Supõe-se que seu descobridor/confeccionador nem sequer sabia que eram de fósseis diferentes.
Os procedimentos científicos naturais foram mantidos como de praxe até a revelação da fraude, e é de se destacar que as partes que compõe o Archaeoraptor, classificadas como Yanornis martini, correspondente ao corpo, e Microraptor zhaoianus, a cauda, continuam como importantes fósseis transicionais.